# Орехова
Орехова (слч. Orechová) насељено је мјесто са административним статусом сеоске општине (слч. obec) у округу Собранце, у Кошичком крају, Словачка Република.

## Становништво
| Година:    | 1994. | 2004.   | 2014.   | 2024.   |
| ---------- | ----- | ------- | ------- | ------- |
| Број људи: | 231   | 249     | 262     | 250     |
| Разлика:   |       | +7,79 % | +5,22 % | -4,58 % |

| Година:    | 2023. | 2024.   |
| ---------- | ----- | ------- |
| Број људи: | 241   | 250     |
| Разлика:   |       | +3,73 % |

Према подацима о броју становника из 2024. године насеље је имало 250 становника.